# Monzaemon
Monzaemon (japanski: もんざえモン) je fiktivni lik iz Digimon franšize koji se pojavljuje u prvoj, drugoj i četvrtoj sezoni animea. Monzaemon je iznimno dobročudni Lutak Digimon na Ultra levelu koji obitava u Gradu Igračaka. Ime je dobio po Chikamatsu Monzaemonu, jednom od najznačajnijih japanskih dramatičara, poznatog po svojim tragedija o ljubavnom samoubojstvu. Monzaemon izgleda kao veliki plišani medvjed sa žutim krznom i bijelim trbuhom, na kojemu se nalaze hansaplasta, a na leđima ima metalni zatvarač. Iznutra je punjen mekim materijalom, iako su neki tvrdili da se netko nalazi unutra. U početnoj verziji V-Peta, preimenovan je u Teddymona, kako bi se izbjegla kulturološka referenca, no kasnije je vraćeno izvorno ime. Voli se igrati s djecom i donositi sreću, no ako ga inficira virus postaje neprijateljski nastrojeni WaruMonzaemon. Etemon posjeduje umanjenu verziju Monzaemona koju drži kao privjesak oko struka.

## Pojavljivanja

### Anime

#### Digimon Adventure
Nakon što im Andromon pokaže kanalizacijski put iz tvornice, djeca se susretnu s neugodnim Numemonima od kojih ubrzo počnu bježati. Tijekom tog lova, Numemoni su najednom stali, a djeca su ubrzo ustanovila kako su se prestrašili velikog žutog medvjedića koji dolazi prema njima. Ubrzo se ispostavi kako se radi o dobroćudnom Monzaemonu, gradonačelniku Grada Igračaka. Iako dobroćudan, Monzaemon napadne djecu svojim laserskim očima i počinje ih proganjati po šumi. Dok svi ostali padnu kao njegove žrtve, Mimi i Palmon uspijevaju se sakriti u jedan rov i tako mu pobjeći. 
Nakon što se ovaj povuče, Mimi i Palmon odlaze do Grada Igračaka gdje, na ulicama grada, susreću svoje prijatelje kako bježe od igračaka koje se, očito, igraju s njima. Iako ih Mimi pokuša urazumiti, njihov je mozak ispran i jedino o čemu govore je igra. Ubrzo ulaze u jednu prodavaonicu gdje, u omalenoj škrinji, čuju glasove ostalih Digimona. Oni im ispričaju kako ih je Monzaemon napao svojim Napadom ljubavi, koji ih je ošamutio. Nakon toga je Digimone zatvorio u škrinju, a djeci isprao mozak i poslao ih da se igraju s igračkama. Mimi i Palmon oslobode Digimone, a tada se pojavi Monzaemon. 
Mimi i Palmon ulaze u borbu, a nakon kratkog vremena, potaknut Mimijinim osjećajima, Palmon Digivoluira u Togemona. Iako je Monzaemon na Ultra levelu, ravnopravan je u fizičkoj borbi s Togemonom koja se bazira na nekolicini boksačkih pokreta. Nakon što ga odbaci, Togemon ga napadne svojim glavnim napadom koji uspije izbiti Crnu zupčanik iz njegovog tijela. Tako je riješen misterij Monzaemonove zlobe, uz objašnjenje kako je ovo radio zbog igračaka, koje kao neželjene dolaze u ovaj grad gdje se on o njima brine. Ožalošćen time, želio je i njima priuštiti malo zabave. 
Kasnije se Monzaemon može vidjeti kao jedan od gostiju u Vegiemonovom i Digitamamonovom restoranu.

#### Digimon Adventure 02
U drugoj sezoni, Monzaemon se kratko pojavljuje u nekoliko navrata. Prvi put se pojavio kao jedan od brojnih Digimona koji prekidaju Mattov koncert i izazivaju propleme u Stvarnom svijetu. Kasnije se mogao vidjeti među Digimonima koji su završili u New Yorku, gdje ga je u Digitalni svijet vratio Davis zajedno s Mimi. Posljednje pojavljivanje bilo mu je tijekom posljednje epizode, kada se mogao vidjeti među Digimonima koji su došli pomoći Izabranoj djeci u borbi protiv MaloMyotismona.

#### Digimon Frontier
Monzaemon se pojavljuje kao jedan od stanovnika Grada Igračaka, jedan od onih dobrodušnih koji se voli igrati s gostima. No, zlokobni ShadowToyAgumoni inficiraju ga virusom i pretvore u WaruMonzaemona, koji tada počinje naganjati Takuuju, Kojija i Tommyja, a potonjega na koncu i otme. Dok se Takuja i Koji bore protiv ShadowToyAgumona, WaruMonzaemon drži Tommyja u svojoj kuli. Nakon što poraze protivnike, Takuja i Koji odlaze do kule i otkriju kako je Tommy uspio vratiti Monzaemona isključivo pomoću svoje djetinje iskrenosti i nevinosti. U trenutku njihova dolaska, njih du dvojica igrali videoigre. 
Kasnije se Monzaemoni pojavljuju u cameo ulogama u Selu Proroka, tijekom Jesenskog sajma i tijekom Woosh! festivala.

### Igre

#### Digimon Adventure: Anode/Cathode Tamer
Monzaemon je varijabilni Digimon koji svim saveznicima poveća PP.

#### Digimon Adventure 02: Tag Tamers
Monzaemon je jedan od neprijatelja u Kenovom dijelu regija Millenniummon's Continent Overworld i Despair Server. U liniji 44 može Digivoluirati iz Frigimona.

#### Digimon Tamers: Brave Tamer
Monzaemon karta, koja nosi naziv "PF Virus Gear II", povećaje otpornost Digimona na Virus Digimone za 50%.

#### Digimon Battle Pets
Monzaemon (nazvan Teddymon) jedan je od tri Ultra oblika koje Betamon može postići u ovoj igri koju je Bandai u prodaju pustio 1997. Ostala dva Ultra Digimona su MetalGreymon i Mamemon. Monzaemon se može dobiti Digivoluiranjem Numemona, ali samo ako igrač dopusti da se cijeli ekran ispuni njegovim fekalijama, pa to kasnije počisti, izliječi trovanje i brine se o njemu.

#### Digimon World
Monzaemon Digivoluira iz Numemona, a može se i dobiti pomoću predmeta nazvanog X-Bandage. Prazni kostim Monzaemona može se pronači u jednom naslonjaču u Toy Townu, a kako bi napredovao, igrač mora pronaći "gipkog" Digimona. Ako igrač posjeduje i dovede Numemona, ovaj će navuči kostim i tako Digivoluirati u Monzaemona. Kada igrač porazi WaruMonzaemona i tako spasi Toy Town, jedan Monzaemon odlazi u File City, iako, zapravo, to je samo još jedan prazan kostim koji visi na kuki iza Jijimona. 

#### Digimon World 2
Monzaemon se može dobiti Digivoluiranjem Frigimona i Mojyamona, a dalje može Digivoluirati u Jijimona.

#### Digimon World 3
Monzaemon se može susresti kao partner Digimon A.o.A jurišnika i to u regiji Amaterasu's East Sector, odnosno, točnije, u regiji Wind Prairie. Dostupan je i kao smeđa Ultra karta sa statistikom 25/25.

#### Digimon World Data Squad
Monzaemon se pojavljuje kao jedan od protivnika na Ultra levelu, a igrač ga može dobiti preko Gaomona. Naime, Monzaemon je jedan od Ultra Digimona koji se može dobiti u Gaomonovoj Digivolucijskoj liniji ako se svi uvjeti zadovolje.

#### Digimon Digital Card Battle
Monzaemon karta spada u skupinu Rijetkih karata na Ultra levelu. Kao protivnički lik se ne pojavljuje u igri. 

#### Digimon World DS
Monzaemon Digivoluira iz Leomona ako je LV 15+ i ako ima barem 30 sati igranja, a u BanchoLeomona može Digivolurati ako je LV 67 a Beast Exp. 60000+. Može se susresti u regiji Sheer Valley.

#### Digimon World Dawn/Dusk
Monzaemon Digivoluira iz Grizzlymonna na LV 33 s 4000 Holy Exp. i Friendshipom na visini od 80%, a dalje može Digivoluirati u Babamona. Može se susresti u regiji Proxy Island.

## Sposobnosti
- Napad ljubavi (Lovely Attack) - iz trbuha pošalje crvena srca na svoje neprijatelje. Jednom kada u njih upadnu, oni postaju iznimno sretni. Iskvarena vrsta napada (kakva se vidjela u prvoj sezoni) izbacuje plava srca koja protivnike pretvore u marionete bez svijesti.
- Laserske oči - iz svojih crvenih očiju može odaslati opasnu lasersku zraku koja uništava sve pred sobom.
- Tihi zagrljaj (Embrace of Love) - počinje snažno grliti svog protivnika dok se ovaj ne uguši.

## Zanimljivosti
- Monzaemon je jedan od rijetkih Digimona koji je imao i službenu političku titulu i jedini u prvoj sezoni koji je imao to svojstvo. Naime, obnašao je dužnost gradonačelnika Grada Igračaka.

## Vanjske poveznice
Monzaemon na Digimon Wiki